# Üçtaş, Kürtün
Üçtaş là một xã thuộc huyện Kürtün, tỉnh Gümüşhane, Thổ Nhĩ Kỳ. Dân số thời điểm năm 2008 là 1.074 người.